# キース・ジャレットのリチュアル
『キース・ジャレットのリチュアル』(Ritual) は、キース・ジャレットが作曲した現代クラシック音楽のアルバムであり、デニス・ラッセル・デイヴィスのソロ・ピアノ演奏により1977年6月に録音され、ECMレコードから1982年2月にリリースされた。

## 評価
| 専門評論家によるレビュー | 専門評論家によるレビュー |
| レビュー・スコア         | レビュー・スコア         |
| 出典                     | 評価                     |
| ------------------------ | ------------------------ |
| Allmusic                 | [ 3 ]                    |

オールミュージックのレビューで、リチャード・S・ジネル (Richard S. Ginell) は、星3つを付け、本作が、ジャレットのソロ・コンサートで聴かれる様々な技巧的要素が盛り込まれた作品でありながら、ジャズないしブルース的要素は排されていることを指摘している。

## トラックリスト
全曲、キース・ジャレット作曲。
- Side one
  - Ritual (18:37)
- Side two
  - Ritual (13:25)

合計 32:02

## パーソネル
- デニス・ラッセル・デイヴィス – ピアノ

## テクニカル・パーソネル
- Martin Wieland - レコーディング・エンジニア
- Signe Mähler - カバー写真
- Madeline Winkler-Betzendahl - ライナー写真
- Barbara Worjirsch - デザイン
- マンフレート・アイヒャー - プロダクション